# Pavle (Stojčević)
Pavle (Pavel), světským jménem Gojko Stojčević (11. září 1914, Kućanci – 15. listopadu 2009, Bělehrad) byl srbský pravoslavný arcibiskup, v letech 1990–2009 patriarcha Srbské pravoslavné církve. Byl uznávaným teologem a jazykovědcem, podílel se např. na prvním překladu Nového zákona do srbštiny. Ovládal i český jazyk. I v úřadu patriarchy byl znám svou velkou osobní skromností a prostým způsobem života. Mnohými pravoslavnými byl již za svého života považován za světce.

## Život
V raném dětství ztratil oba rodiče a byl poté vychováván svou tetou. Absolvoval gymnázium v Bělehradě a tamtéž poté začal studovat teologii. V teologických studiích pokračoval v Sarajevu. Po absolvování kněžského semináře začal studovat medicínu, ale těchto studií po roce zanechal a pokračoval ve studiích teologických na univerzitě v Athénách. V roce 1948 byl v monastýru Rača postřižen na mnicha a v témže roce byl vysvěcen na jerodiákona (mnich-diakon). Od roku 1950 přednášel církevní slovanštinu a církevní zpěv v kněžském semináři sv. Cyrila a Metoděje v Prizrenu. V roce 1954 přijal kněžské svěcení. V roce 1957 úspěšně dokončil postgraduální studia v Athénách a v témže roce byl povýšen do hodnosti archimandrity. Ještě v témže roce byl zvolen biskupem eparchie Raška-Prizreń. Biskupské svěcení přijal rukama tehdejšího srbského patriarchy Vikentije II. v patriarším chrámu sv. Michaela v Bělehradě. V roce 1990 se stal patriarchou Srbské pravoslavné církve, kdy nahradil dosavadního patriarchu Germana (Đoriće).
Od 80. let opakovaně apeloval na zastavení rostoucího vlivu muslimů v Kosovu a vyzýval Srby k setrvání v této oblasti. V roce 1995 podpořil Daytonskou mírovou dohodu, což vedlo k roztržce s některými srbskými biskupy, kteří začali požadovat, aby odstoupil z úřadu. Patriarcha se přidržel svého názoru, ale k některým aspektům dohody zaujal kritičtější stanovisko.
Po zahájení intervence NATO v roce 1999 vyzval spojenecká vojska k ukončení operace a apeloval na Srby, aby neodcházeli z Kosova. V roce 2008 vyzval západní politiky, aby neuznali nezávislost Kosova.
Na podzim 2008, po zhoršení patriarchova zdravotního stavu, převzal některé jeho pravomoci Amfilochij (Radović), metropolita Černé Hory. Patriarcha 8. října téhož roku nabídl svou rezignaci, kterou ale synod Srbské pravoslavné církve odmítl přijmout a vyzval jej k doživotnímu setrvání v úřadu.
Patriarcha Pavel zemřel po dlouhé nemoci 15. listopadu 2009 ve vojenské nemocnici v Bělehradě. Podle svého přání byl 19. listopadu téhož roku pohřben v monastýru Rakovica.